# Сметанін Олександр Володимирович
Олександр Володимирович Смета́нін (нар. 17 грудня 1949, Ізюмівка) — український військовий диригент; заслужений діяч мистецтв УРСР з 1990 року.

## Біографія
Народився 17 грудня 1949 року в селі Ізюмівці (тепер Кіровський район Автономної Республіки Крим). 1973 року закінчив Московську консерваторію, після чого працював у військових оркестрах; у 1985—1986 роках — начальник військово-оркестрової служби Червонопрапорного Чорноморського флоту, з 1986 року — начальник і художній керівник Ансамблю пісні і танцю Червонопрапорного Чорноморського флоту.

## Пісні
Автор пісень:
- «Вогні Севастополя»;
- «Батьківщина»;
- «А море веселиться»;
- «Я поїду до Полтави» та інших.